# Flota Mării Baltice
Flota Mării Baltice (în rusă Балтийский флот, în perioada sovietică –  Flota baltică decorată de două ori cu Ordinul Steagul Roșu – rusă Дважды Краснознамённый Балтийский флот) este localizată în Marea Baltică și își are cartierul general la Kaliningrad, altă bază importantă fiind Kronstadt, aflată în Golful Finic. 
Înființată la 18 mai 1703, sub țarul Petru cel Mare ca parte a Marinei imperiale ruse, flota baltică este cea mai veche marina rusă.
În 1918, flota a fost moștenită de Republica Sovietică Federativă Socialistă Rusă, apoi de Uniunea Sovietică în 1922. După prăbușirea Uniunii Sovietice în 1991, Flota Baltică a fost moștenită de Federația Rusă și a revenit la numele său inițial, ca parte a marinei ruse.

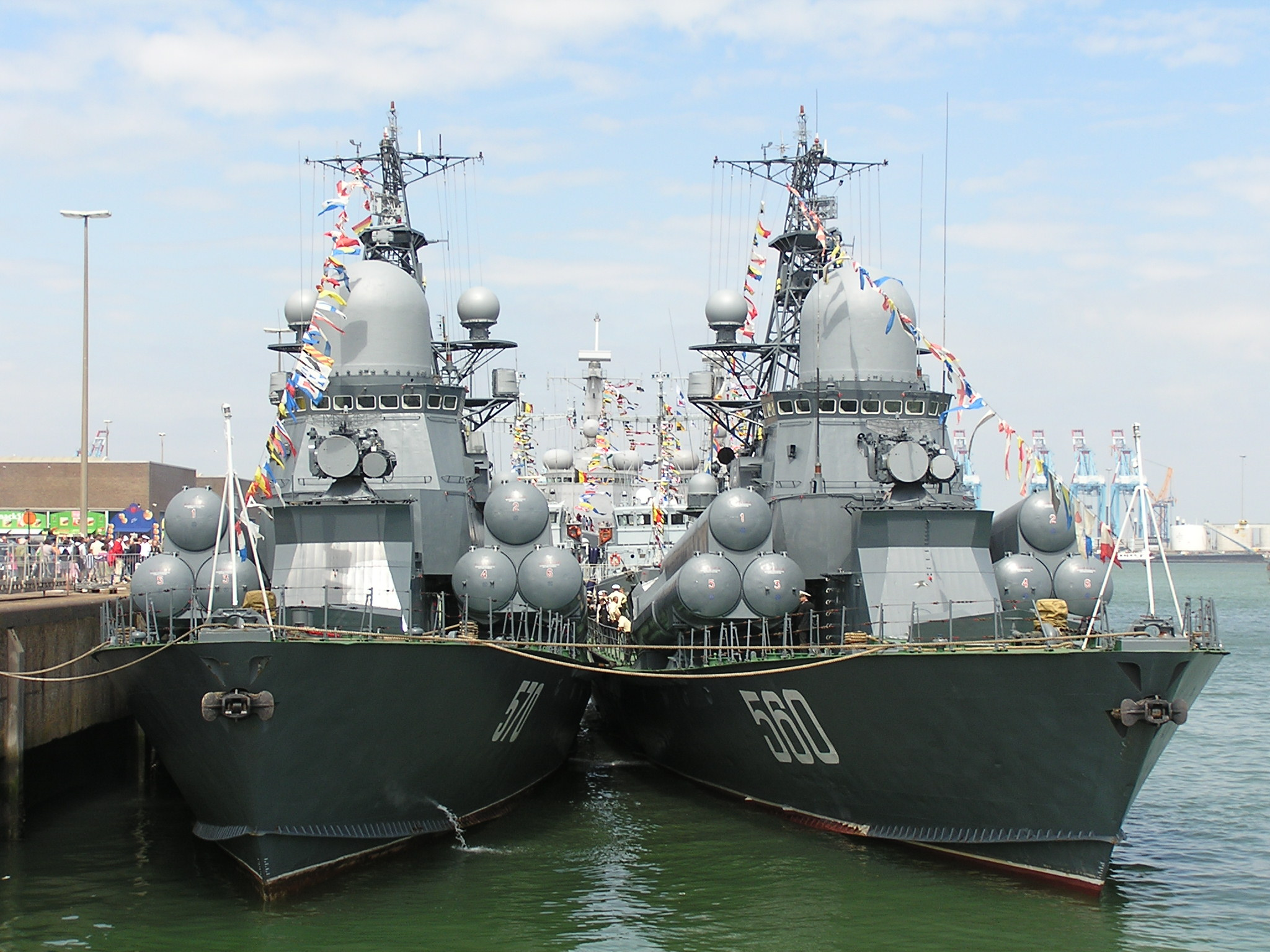
Două nave de luptă moderne ancorate, aparținând Flotei Baltice

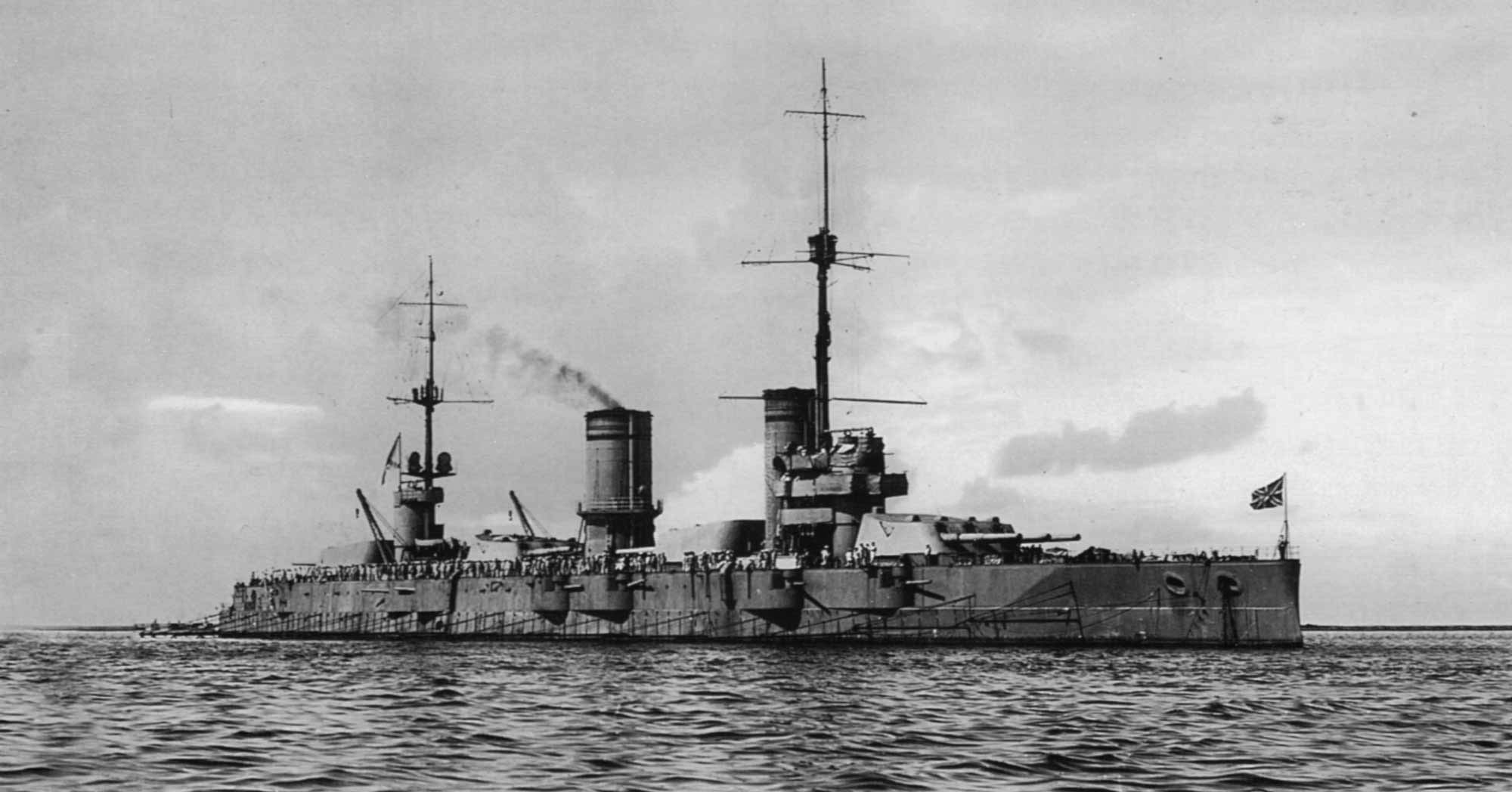
Cuirasatul Gangut (1915)